# Đušnica
Đušnica (izvirno srbsko Ђушница) je naselje v Srbiji, ki upravno spada pod Občino Prokuplje; slednja pa je del Topliškega upravnega okraja.

## Demografija
V naselju, katerega izvirno (srbsko-cirilično) ime je Ђушница, živi 50 polnoletnih prebivalcev, pri čemer je njihova povprečna starost 50,5 let (49,3 pri moških in 52,1 pri ženskah). Naselje ima 22 gospodinjstev, pri čemer je povprečno število članov na gospodinjstvo 2,68.
To naselje je popolnoma srbsko (glede na rezultate popisa iz leta 2002).
|  |

| Demografija | Demografija     | Demografija     |
| Leto        | Št. prebivalcev | Št. prebivalcev |
| ----------- | --------------- | --------------- |
|             |                 |                 |
|             |                 |                 |
|             |                 |                 |
|             |                 |                 |
| 1948        | 240             |                 |
| 1953        | 253             |                 |
| 1961        | 163             |                 |
| 1971        | 130             |                 |
| 1981        | 101             |                 |
| 1991        | 71              | 71              |
| 2002        | 59              | 59              |
|             |                 |                 |

| Etnična sestava po popisu iz leta 2002 | Etnična sestava po popisu iz leta 2002 | Etnična sestava po popisu iz leta 2002 | Etnična sestava po popisu iz leta 2002 | Etnična sestava po popisu iz leta 2002 |
| -------------------------------------- | -------------------------------------- | -------------------------------------- | -------------------------------------- | -------------------------------------- |
| Srbi                                   | Srbi                                   |                                        | 59                                     | 100,0%                                 |
| Neznano                                | Neznano                                |                                        | 0                                      | 0,0%                                   |